# 闲聊
閒聊（英語：Small talk）是一種非正式的話語類型，不涉及對話的任何功能主題或需要解決的任何事務。 本質上，這是相對不關注於談話（實質）內容的社會性對話。
閒聊現象最初是由布朗尼斯勞·馬凌諾斯基（Bronisław Malinowski）進行學術研究，他創造了術語“客套話交流”（英語：phatic communication）來描述它。 進行閒聊的能力是一種社交技能。

## 目的
儘管似乎缺乏明確實用目的，閒聊是一種結合儀式和管理人際距離（英語：Personal distance，其相關議題研究領域英語稱 Proxemics，或譯人際距離學、空間行為學等）的策略。 它在幫助定義朋友、同事和新結交的朋友之間的關係方面發揮著許多作用。特別是，它可以幫助新認識的人探索和歸類彼此的社會地位。
閒聊與人們保持積極面貌的需要密切相關，並感覺得到傾聽者的認可。它以非常靈活的方式潤滑社交互動，但所需的功能通常取決於對話中發生閒聊的點：
- 對話開場白（英語：Conversation opener）：當說話者彼此不認識時，這可以讓他們表明他們有友好的意圖並渴望某種積極的互動。在商務會議中，它使人們能夠建立彼此的聲譽和專業水平。如果兩個談話者之間已經建立了關係，他們的閒聊可以作為一個溫和的介紹，然後再進行更實用的談話話題。它使他們能夠表達自己的情緒並感知他人的情緒。
- 在談話結束時：突然結束交流可能會冒著拒絕對方的風險。閒聊可以用來減輕這種拒絕，肯定兩個人之間的關係，並緩和離別。
- 避免沉默的空間填充物：在許多文化中，兩個人之間的沉默通常被認為是讓人感到不舒服和/或尷尬的。可以透過開始客套話交流來減少緊張，直到出現更實質性的主題。一般來說，人類個體會發現長時間的沉默讓人感到不舒服，有時甚至無法忍受。這可能是由於人類作為社會物種的演化歷史，就像在許多其他社會動物中一樣，沉默是潛在危險的溝通標誌。[9]

在某些對話中沒有特定的功能或訊息元素。以下閒聊示例發生在兩個同事在走廊裡擦身而過：
威廉：早安，保羅。
保羅：哦，早安，威廉，你好嗎？
威廉：好的，謝謝。祝你有一個美好的周末。
保羅：是的，謝謝。待會見。
威廉：好的，待會見。
在這個例子中，對話開始和結束時的客套話元素已經合併。整個簡短的談話是一個空間填充物。
是否需要進行閒聊取決於進行對話的人之間的關係的性質。親密關係中的伴侶可以透過不閒聊來間接顯現他們的親密程度。
在工作場所，閒聊往往發生在同一級別的員工之間，但管理人員可以將其用作與向他們報告的員工建立工作關係的一種方式。要求員工加班的老闆可能會嘗試通過閒聊來激勵他們，以暫時減少他們的地位差異。 工作場所功能性談話和閒聊之間的平衡取決於上下文，也受兩個說話者的相對權力的影響。通常是上級定義對話，因為他們有權結束閒聊並“談正事”。

## 話題
閒聊的話題通常不如其社交功能重要。 選擇的話題通常取決於兩個人之間的任何預先存在的關係，以及談話的情況。在任何一種情況下，發起閒聊的人都會傾向於選擇一個他們可以假設共享背景知識的話題，以防談話過於偏向其中某位參與者。
話題可以概括為直接的或間接的。 直接話題包括個人對事物的觀察感想或提問等。間接話題是指一種情境語境，例如當下的最新消息或交際情境的條件。在大多數情況下，某些主題被認為是“安全的”，如天氣或氣候、運動和影視娛樂等（不涉及私人事務的話題領域）。然而，除非有後續討論，否則應避免詢問天氣；否則，對話將可能會停止，這將可能被認為是對話發起者的問題。
提供的詳細程度不應超出人際空間的界限。當被問到“你好嗎？”對於不熟悉的熟人，一個人很可能會選擇簡單、籠統的回答，例如“我很好，謝謝”。在這種情況下，他們通常不適合回答他們所患有的任何醫療狀況的症狀清單。 這樣做會假設兩個人之間的熟悉程度高於實際情況，這可能會造成不舒服的情況。

## 會話模式
克勞斯·施耐德 (Klaus Schneider) 對涉及陌生人偶然相遇的情況下的閒聊進行了研究。 他的理論是這樣的對話由許多相當可預知的部分或“動作”組成。第一步的措辭通常是為了讓對方很容易同意。它可以是一個問題，也可以是帶有附加疑問句的意見陳述。例如，諸如“天氣真好，不是嗎？”這樣的開場白。是一個明確的協議邀請。第二個動作是對方的反應。在針對特定主題的功能性對話中，保羅·格萊斯的數量準則（英語：Maxim of quantity）表明，響應不應包含比明確要求更多的信息。 施耐德聲稱閒聊的原則之一與數量準則相矛盾。他建議，通過以更實質性的答案進行回應，可以最大限度地提高閒聊中的禮貌。回到“天氣很好，不是嗎？”的例子，只說“是”（甚至“不是”）比說“是的，一年中的時間非常溫和”更不禮貌。施耐德描述了後續動作可能涉及諸如“我明白”之類的承認、諸如“這很好”之類的正面評價，或諸如“嗯”或“真的嗎”之類的所謂“空閒行為”。

## 性別差異
女性之間的言語模式往往比男性更具協作性，並且傾向於支持彼此參與對話。 閒聊的話題更有可能包括對個人外表的某些方面的讚美。 例如，“那件衣服真的很適合你。” 作為朋友的女性之間的閒聊也可能涉及更大程度的自我披露。 話題可能涵蓋他們生活中更多的個人方面、他們的麻煩和他們的秘密。 這種自我表露既使他們之間建立了更密切的關係，也是這種親密的訊號。
相比之下，男性的閒聊往往更具競爭性。 它可能包括口頭爭吵（英語：verbal sparring matches 或 Stichomythia）、玩笑性的侮辱（英語：playful insults 或 Banter）和貶低（英語：putdowns，近似侮辱或羞辱）。 在某些情境下，這是（男性之間）締結團結的媒介和訊號。

## 文化差異
閒聊因不同群體與個體文化而異。例如，生活於某些地區（如西班牙等南歐國家）的人群據稱擅長使用大量詞語來傳達相對少的資訊。
此外，不同文化間的閒聊規則和話題可能會有很大差異。在氣候變化很大且不可預測的地區，天氣是一個常見話題。在一些亞洲和阿拉伯國家，關於家庭的問題很常見。在以地位為導向的文化或環境中，例如中國、拉丁美洲和日本等，新認識者之間的閒聊可能以互相提问為特徵，從而使彼此能夠進行社會分類。
不同文化群體成員對閒聊的態度和處理閒聊情況的方式的差異，被認為源於他們對人際關係的社會文化根深蒂固的看法。 在許多歐洲文化中，討論天氣、政治或經濟是很常見的，但在一些地區，工資等私人財務問題被視為禁忌。
芬蘭被認為是一個幾乎沒有閒聊文化且人們更喜歡沉默的國家，瑞典也是如此。